# Gamă cromatică
Gama cromatică este formată din 12 sunete și reprezintă intonarea succesivă a tuturor sunetelor din semiton în semiton, de la un sunet până la apariția acestuia în octava imediat superioară.
Gama cromatică conține următoarele 12 înălțimi de sunet: La, Si bemol, Si, Do, Re bemol, Re, Mi bemol, Mi, Fa, Sol bemol, Sol, La bemol. 
O gamă se consideră cromatică când sunetele sale componente se succed numai prin semitonuri (diatonice și cromatice).
Gama cromatică, în care toate sunetele din alcătuirea ei alternează în scară numai prin semitonuri (diatonice și cromatice), împreună cu gama diatonică, în care toate cele șapte sunete din alcătuirea ei alternează în scară numai prin tonuri și semitonuri diatonice, formează Sistemul tonal diatonic.